# SCNN1G
SCNN1Gは、脊椎動物の上皮性ナトリウムチャネル（ENaC）のγサブユニットをコードする遺伝子である。ENaCは3つの相同なサブユニット（αβγまたはδβγ）からなるヘテロ三量体として組み立てられる。ENaCの他のサブユニットは、SCNN1A、SCNN1B、SCNN1Dによってコードされる。
ENaCは上皮細胞で発現しており、神経細胞で活動電位の形成に関与する電位依存性ナトリウムチャネルとは異なる。電位依存性ナトリウムチャネルをコードする遺伝子の略称はSCNの3文字で始まる。これらのナトリウムチャネルとは対照的に、ENaCは恒常的に活性化されており、電位に依存しない。遺伝子名の2番目のNは電位非依存性（NON-voltage-gated）のチャネルであることを表している。
ほとんどの脊椎動物において、ナトリウムイオンは細胞外液の浸透圧を決定する主要な因子である。ENaCは、タイト上皮（tight epithelia）と呼ばれる透過性の低い上皮細胞の細胞膜を挟んだナトリウムイオンの輸送を可能にする。上皮細胞との間でのナトリウムイオンの流れは細胞外液の浸透圧に影響を与える。このように、ENaCは体液の調節と電解質の恒常性に中心的な役割を果たし、結果的に血圧に影響を与える。
ENaCはアミロライドによって強く阻害されるため、アミロライド感受性ナトリウムチャネル（amiloride-sensitive sodium channel）とも呼ばれる。

## 歴史
ENaCのγサブユニットをコードする遺伝子は、CanessaらによってラットのmRNAから初めてクローニングされ配列決定された。1年後、2つの独立したグループによって、ヒトのENaCのβサブユニットとγサブユニットのcDNA配列が報告された。ヒトのγサブユニットのの完全なコーディング配列は、Saxenaらによって報告された。

## 遺伝子構造
ヒトのSCNN1Aは12番染色体短腕に位置しているが、SCNN1BとSCNN1Gは16番染色体の短腕16p12-13に並んで位置している。ヒトとラットのSCNN1G遺伝子はThomasらによって最初に報告された。後のSaxenaらの研究により、ヒトのSCNN1G遺伝子の完全なコーディング配列が決定され、13個のエクソンから構成されることが示された。イントロンの位置はヒトのENaCの遺伝子SCNN1A、SCNN1B、SCNN1Gで保存されている。イントロンの位置は脊椎動物の間でも高度に保存されている。

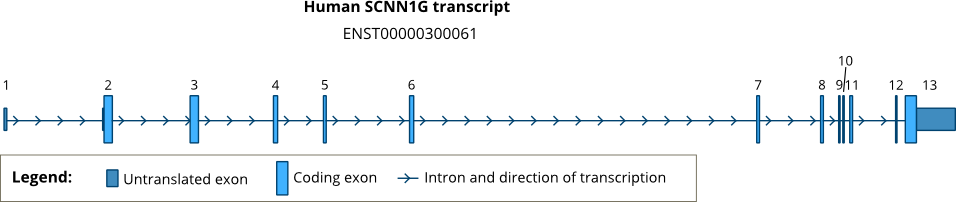
SCNN1Gの主要な転写産物のエクソン-イントロン構造。転写産物のシリアル番号、エクソン番号が上に示されている。画像のクリックでEnsemblデータベースへ移動する。

## 組織特異的発現
SCNN1A、SCNN1B、SCNN1GによってコードされるENaCの3つのサブユニットは、水の透過性の低いタイト上皮で一般的に発現している。ENaCが発現している主な器官には、腎臓の尿細管上皮、気道、女性器、結腸、唾液腺、汗腺などがある。
ENaCは舌でも発現しており、塩味の知覚に必要不可欠であることが示されている。
ENaCのサブユニットの遺伝子の発現は主に、レニン-アンジオテンシン系によって活性化される鉱質コルチコイドホルモンであるアルドステロンによって調節されている。

## タンパク質構造
ENaCの4種類のサブユニットの一次構造は高度に類似している。これら4種類のタンパク質は共通の祖先に由来するタンパク質ファミリーを構成する。サブユニット間のグローバルアラインメント（タンパク質全長でのアラインメント）では、ヒトのγサブユニットはβサブユニットと34%が同一であり、α、δサブユニットとはそれぞれ27%、23%が同一である。
ENaCの4種類のサブユニットにはすべて、膜貫通セグメントを形成する2つの疎水的配列が存在し、それぞれTM1、TM2と呼ばれている。膜結合状態ではTMセグメントは脂質二重層に埋め込まれてN末端とC末端は細胞内に位置し、2つのTMの間の領域が細胞外領域となる。この細胞外領域には各サブユニットの約70%の残基が含まれる。このように、膜結合状態では各サブユニットの大部分は細胞外に位置している。
ENaCと相同なタンパク質ASIC1の構造が解かれている。ニワトリのASIC1は3つの同一なサブユニットから組み立てれらるホモ三量体構造である。ASIC1三量体は「ボールを持った手」のような構造をしており、ASIC1の各ドメインはpalm、knuckle、finger、thumb、β-ballと命名されている。ENaCのサブユニットの配列とASIC1の配列とのアラインメントからは、TM1とTM2、palmドメインは保存されており、knuckle、finger、thumbドメインにはENaCでは挿入配列が存在することが明らかにされている。部位特異的変異導入によるENaCの研究からは、ASIC1の構造モデルの基本的特徴の多くはENaCにも同様に適用されるという証拠が得られている。ASICの構造に基づいて、ENaCのイオン選択性フィルターのモデリングも行われている。近年ENaCの構造も解明され、ASIC1三量体と類似した構造をしていることが明らかにされた。
ENaCのα、β、γサブユニットのC末端にはPPPXYXXLという保存された特別なコンセンサス配列が存在し、PYモチーフと呼ばれている。この配列はE3ユビキチンリガーゼ Nedd4-2のWWドメインによって認識される。Nedd4-2はENaCのC末端にユビキチンをライゲーションし、分解のための標識を付加する。

## 関連する疾患
偽性低アルドステロン症I型全身型、リドル症候群、嚢胞性線維症様疾患の3つの主要な遺伝疾患がSCNN1G遺伝子の変異と関係していることが知られている。

### 偽性低アルドステロン症I型全身型（PHA1B）
SCNN1G遺伝子の変異と最も一般的に関係している疾患は偽性低アルドステロン症I型全身型（PHA1B）であり、A. Hanukogluによって常染色体劣性遺伝疾患として最初に特徴づけられた。この疾患の患者はアルドステロンに応答することができないため、血清中には高レベルのアルドステロンが存在するにもかかわらずアルドステロン欠乏症の症状を呈し、重度の塩分喪失による死亡リスクが高い。当初、この疾患はアルドステロンを結合する鉱質コルチコイド受容体（NR3C2）の変異によるものであると考えられていた。しかし、11家族の患者のホモ接合性マッピングによって、12p13.1-terと16p12.2-13の2つの遺伝子座と関係した疾患であることが明らかにされた。前者にはSCNN1Aが、後者にはSCNN1BとSCNN1Gがそれぞれ位置している。患者のENaCの遺伝子の配列決定と変異型cDNAの機能発現の結果から、同定された変異がENaCの活性の喪失をもたらすことが確証された。
PHA1Bの患者の大部分では、ホモ接合型変異または複合ヘテロ接合型変異が検出される。

### リドル症候群
リドル症候群は、ENaCのβまたはγサブユニットのPYモチーフの変異、またはPYモチーフを含むC末端の欠失によって引き起こされるのが一般的である。PYモチーフはαサブユニットにも存在するが、αサブユニットの変異と関係したリドル症候群はこれまで観察されていない。リドル症候群は、早発性の高血圧、代謝性アルカローシス、血漿中のレニン活性とアルドステロン値の低下などの表現型を伴う常染色体優性遺伝疾患である。認識できるPYモチーフが存在しないため、ユビキチンリガーゼNedd4-2はENaCのサブユニットに結合できず、ユビキチンを付加することができない。その結果、プロテアソームによるENaCの分解が阻害されてENaCは膜に蓄積し、ENaC活性の亢進によって高血圧が引き起こされる。

## 相互作用
SCNN1Gは次に挙げる因子と相互作用することが示されている。
- NEDD4[44][45][46]
- シンタキシン1A（英語版）[47]
- ユビキチンC（英語版）[48][49]

## 関連文献
- “Regulation of stability and function of the epithelial Na+ channel (ENaC) by ubiquitination”. EMBO J. 16 (21):  6325–36. (1998). doi:10.1093/emboj/16.21.6325. PMC 1170239. PMID 9351815.
- “Polymorphisms of amiloride-sensitive sodium channel subunits in five sporadic cases of pseudohypoaldosteronism: do they have pathologic potential?”. J. Clin. Endocrinol. Metab. 84 (7):  2434–7. (1999). doi:10.1210/jc.84.7.2434. PMID 10404817.
- “Human amiloride-sensitive epithelial Na+ channel gamma subunit promoter: functional analysis and identification of a polypurine-polypyrimidine tract with the potential for triplex DNA formation”. Biochem. J. 347 (1):  105–14. (2000). doi:10.1042/0264-6021:3470105. PMC 1220937. PMID 10727408.
- “Interactions of beta and gamma ENaC with Nedd4 can be facilitated by an ERK-mediated phosphorylation”. J. Biol. Chem. 277 (16):  13539–47. (2002). doi:10.1074/jbc.M111717200. PMID 11805112.